# Сако, Умар
Умар Сако (фр. Oumar Sako; род. 4 мая 1996, Абобо, Абиджан) — нигерский и ивуарийский футболист, защитник клуба «Ростов» и национальной сборной Нигера.

## Клубная карьера
Сако начал профессиональную карьеру на родине, выступая за клубы «Танда» и «АСЕК Мимозас». В 2020 году игрок перешёл в катарский «Аль-Харитият». 18 октября в матче против «Аль-Гарафа» он дебютировал в чемпионате Катара. 7 апреля 2021 года в поединке против «Аль-Араби» Умар забил свой первый гол за «Аль-Харитият».
Летом 2021 года Сако перешёл в болгарский «Берое». 2 августа в матче против «Пирина» он дебютировал в чемпионате Болгарии. В этом же поединке Умар забил свой первый гол за «Берое».
В начале 2022 года Сако перешёл в австрийский ЛАСК. 2 апреля в матче против «Рида» он дебютировал в австрийской Бундеслиге. Летом того же года Сако на правах аренды перешёл в клуб «Арда». 27 августа в матче против софийской «Славии» он дебютировал за новую команду. По окончании аренды клуб выкупил трансфер игрока.
В январе 2024 года перешёл в «Ростов» на правах аренды. Дебютировал за клуб в домашнем матче девятнадцатого тура РПЛ против самарских «Крыльев Советов», а в июне клуб выкупил трансфер игрока.